# Coupe de Suisse de football 2009-2010
Navigation
Édition précédente Édition suivante
La Coupe de Suisse 2009-2010 a débuté le 17 septembre 2009 et s'est terminée le 9 mai 2010.

## Clubs participants
| Super League 10 équipes | Challenge League 15 équipes | 1re ligue 13 équipes | 2e ligue interrégionale 11 équipes | Ligues inférieures 15 équipes |
| --- | --- | --- | --- | --- |
| - FC Aarau - FC Bâle - AC Bellinzone - Grasshopper Club Zurich - FC Lucerne - Neuchâtel Xamax - FC Saint-Gall - FC Sion T - BSC Young Boys - FC Zurich | - FC Biel-Bienne - FC Concordia Bâle - FC Gossau - SC Kriens - FC La Chaux-de-Fonds - FC Lausanne-Sport - FC Le Mont - FC Locarno - AC Lugano - FC Schaffhouse - Servette FC - FC Stade Nyonnais - FC Thoune - FC Wil - FC Winterthour - FC Wohlen - Yverdon-Sport FC | - FC Baden - SC Cham - CS Chênois - FC Chiasso - FC Coire 97 - FC Échallens - Étoile Carouge FC - FC Laufon - FC Münsingen - FC Rapperswil-Jona - FC Schötz - FC Soleure - FC Tuggen | - SC Buochs - FC Colombier - FC Härkingen - FC Langenthal - FC La Tour/Le Pâquier - FC Le Locle Sport - FC Linth 04 - Losone Sportiva - FC Serrières - FC Thalwil - FC Töss | 2e ligue - FC Amicitia Riehen - FC Belp - FC Echichens - FC Farvagny/Ogoz - FC Frauenfeld - US Giubiasco - FC Montlingen - FC Regensdorf - FC Wängi - FC Zollikofen 3e ligue - FC Dottikon - FC La Combe - FC Muotathal - FC Vernier - FC Witikon |

| Équipe 1              | Résultat | Équipe 2                |
| --------------------- | -------- | ----------------------- |
| 17 septembre 2009     |          |                         |
| FC Serrières          | 2–1 ap   | FC Le Locle Sport       |
| 18 septembre 2009     |          |                         |
| FC Langenthal         | 0–3      | FC Biel-Bienne          |
| 19 septembre 2009     |          |                         |
| FC Witikon 1          | 0–10     | FC Zurich               |
| FC La Combe           | 0–8      | Neuchâtel Xamax         |
| FC Münsingen          | 1–3 ap   | FC Aarau                |
| FC Belp               | 0–7      | FC Soleure              |
| FC Tuggen             | 4–1      | FC Schaffhouse          |
| FC Thalwil            | 0–4 ap   | FC Wil                  |
| FC Colombier          | 1–5      | FC Lausanne-Sport       |
| FC Échallens          | 0–1      | FC Sion                 |
| CS Chênois            | 0–4      | Servette FC             |
| FC Schötz             | 2–3      | FC Lucerne              |
| FC Amicitia Riehen    | 0–4      | FC Thoune               |
| FC Baden              | 1–3      | BSC Young Boys          |
| SC Buochs             | 1–6      | SC Kriens               |
| FC Zollikofen         | 1–2      | FC Härkingen            |
| FC Montlingen         | 0–4      | FC Lugano               |
| FC Regensdorf 1       | 1–3      | FC Rapperswil-Jona      |
| FC Töss               | 3–0      | FC Coire 97             |
| FC La Tour/Le Pâquier | 1–3      | Étoile Carouge FC       |
| FC Laufon             | 2–3      | FC Wohlen               |
| FC Muotathal          | 3-1      | FC Dottikon 1           |
| FC Wängi              | 1–3      | FC Locarno              |
| FC Frauenfeld         | 0–8      | FC Winterthour          |
| FC Linth 04           | 2–1      | FC Gossau               |
| FC Chiasso            | 0–3      | Grasshopper Club Zurich |
| Losone Sportiva       | 1–4      | AC Bellinzone           |
| 20 septembre 2009     |          |                         |
| SC Cham               | 0–3      | FC Bâle                 |
| FC Echichens          | 0–6      | FC Le Mont              |
| FC Vernier 1          | 0–7      | FC Stade Nyonnais       |
| FC Farvagny/Ogoz 1    | 0–3      | Yverdon-Sport FC        |
| US Giubiasco          | 1–3 ap   | FC Saint-Gall           |

| Équipe 1           | Résultat | Équipe 2                |
| ------------------ | -------- | ----------------------- |
| 17 octobre 2008    |          |                         |
| FC Rapperswil-Jona | 4–1      | FC Wohlen               |
| FC Le Mont         | 1-3      | FC Bâle                 |
| SC Kriens          | 5-4      | AC Bellinzone           |
| FC Zurich          | 7-0      | FC Locarno              |
| FC Tuggen          | 1-3 ap   | FC Winterthour          |
| Neuchâtel Xamax    | 2-1      | FC Serrières NE         |
| Étoile Carouge FC  | 0-3      | Servette FC             |
| 18 octobre 2009    |          |                         |
| FC Linth 04        | 1-4      | FC Lucerne              |
| FC Biel-Bienne     | 3-2 ap   | FC Aarau                |
| FC Härkingen       | 1-3      | FC Soleure              |
| FC Lugano          | 1-0      | Grasshopper Club Zurich |
| FC Thoune          | 2-1 ap   | FC Sion                 |
| FC Saint-Gall      | 2-1      | FC Wil                  |
| Yverdon-Sport FC   | 1-3      | BSC Young Boys          |
| Stade Nyonnais     | 1-2      | FC Lausanne-Sport       |
| 24 octobre 2009    |          |                         |
| FC Muotathal       | 0-3      | FC Töss                 |

| Équipe 1           | Résultat | Équipe 2          |
| ------------------ | -------- | ----------------- |
| 20 novembre 2009   |          |                   |
| FC Bâle            | 4–2      | FC Zurich         |
| 21 novembre 2009   |          |                   |
| FC Töss            | 1–2      | FC Lucerne        |
| FC Rapperswil-Jona | 3–5 ap   | FC Biel-Bienne    |
| Servette FC        | 1–2 ap   | FC Saint-Gall     |
| 22 novembre 2009   |          |                   |
| FC Lugano          | 1–2      | FC Lausanne-Sport |
| Neuchâtel Xamax    | 0–1      | BSC Young Boys    |
| FC Soleure         | 2–4      | SC Kriens         |
| FC Winterthour     | 2–4 ap   | FC Thoune         |

## Quarts de finale
| 10 décembre 2009 | FC Lucerne   | 1 – 4 | FC Saint-Gall                                     | Gersag Stadion, Emmenbrücke                      |                                                  |
| 19h00            | Siegrist 49e |       | 13e Frick · 40e Lang · 43e Pa Modou · 74e Koubský | Spectateurs : 6 535 Arbitrage : Cyril Zimmermann | Spectateurs : 6 535 Arbitrage : Cyril Zimmermann |
| 19h00            | Rapport      |       |                                                   | Spectateurs : 6 535 Arbitrage : Cyril Zimmermann | Spectateurs : 6 535 Arbitrage : Cyril Zimmermann |

| 12 décembre 2009 | FC Bâle                     | 3 – 1 | FC Biel-Bienne | Parc Saint-Jacques, Bâle                       |                                                |
| 17h45            | Frei 45e 60e · Streller 69e |       | 76e Hediger    | Spectateurs : 7 503 Arbitrage : Stéphan Studer | Spectateurs : 7 503 Arbitrage : Stéphan Studer |
| 17h45            | Rapport                     |       |                | Spectateurs : 7 503 Arbitrage : Stéphan Studer | Spectateurs : 7 503 Arbitrage : Stéphan Studer |

| 13 décembre 2009 | SC Kriens          | 2 – 1 | FC Thoune    | Kleinfeld Stadium, Kriens                       |                                                 |
| 14h00            | Piu 5e · Pacar 51e |       | 90+1e Volina | Spectateurs : 1 700 Arbitrage : Carlo Bertolini | Spectateurs : 1 700 Arbitrage : Carlo Bertolini |
| 14h00            | Rapport            |       |              | Spectateurs : 1 700 Arbitrage : Carlo Bertolini | Spectateurs : 1 700 Arbitrage : Carlo Bertolini |

| 13 décembre 2009 | BSC Young Boys | 1 – 4 | FC Lausanne-Sport                                  | Stade de Suisse, Berne                |                                       |
| 14h30            | Doumbia 22e    |       | 17e 53e Tosi · 33e Sonnerat · 90+5e (pen.) Pimenta | Spectateurs : 7 504 Arbitrage : Kever | Spectateurs : 7 504 Arbitrage : Kever |
| 14h30            | Rapport        |       |                                                    | Spectateurs : 7 504 Arbitrage : Kever | Spectateurs : 7 504 Arbitrage : Kever |

## Demi-finales
| 5 avril 2010 | FC Saint-Gall | 1 – 2 | FC Lausanne-Sport     | AFG Arena, Saint-Gall                            |                                                  |
| 14h00        | Zé Vitor 22e  |       | 40e Katz · 79e Gaspar | Spectateurs : 17 197 Arbitrage : Massimo Busacca | Spectateurs : 17 197 Arbitrage : Massimo Busacca |
| 14h00        | Rapport       |       |                       | Spectateurs : 17 197 Arbitrage : Massimo Busacca | Spectateurs : 17 197 Arbitrage : Massimo Busacca |

| 5 avril 2010 | SC Kriens | 0 – 1 | FC Bâle       | Stade du Kleinfeld, Kriens |  |
| 14h00        |           |       | Almerares 17e |                            |  |
| 14h00        | Rapport   |       |               |                            |  |

## Finale
| 9 mai 2010 | FC Bâle                                                                  | 6–0 | FC Lausanne-Sport | Parc Saint-Jacques, Bâle               |                                        |
| | Stocker 22e 75e · Shaqiri 30e · Zoua 46e · Chipperfield 52e · Huggel 90e | (2–0) |                   | Spectateurs : 30 100 Arbitrage : Kever | Spectateurs : 30 100 Arbitrage : Kever |
| | Rapport                                                                  | |                   | Spectateurs : 30 100 Arbitrage : Kever | Spectateurs : 30 100 Arbitrage : Kever |
| Titulaires : · Franco Costanzo · 54e Samuel Inkoom · David Ángel Abraham · Beg Ferati · Behrang Safari · Jacques Zoua · Benjamin Huggel · Antônio da Silva · 79e Xherdan Shaqiri · Valentin Stocker · 66e Scott Chipperfield · Remplaçants : · 54e Reto Zanni · 66e Alexander Frei · 79e Federico Almerares · Entraîneur : · Thorsten Fink | Équipes                                                                  | Titulaires : · Anthony Favre · Nelson Borges 53e · Baptiste Buntschu · Sébastien Meoli · Jérôme Sonnerat · Abdul Carrupt · Bertrand N’Dzomo · Nicolas Marazzi · Luis Filipe Pimenta 70e · Rodrigo Tosi · Gaspar 83e · Remplaçants : · Fabian Geiser 53e · Dylan Stadelmann 70e · Nicolas Hélin 79e · Entraîneur : · Martin Rueda |                   | Spectateurs : 30 100 Arbitrage : Kever | Spectateurs : 30 100 Arbitrage : Kever |